# Cầu Westminster
Cầu Westminster là một cây cầu đường bộ và đi bộ trên sông Thames ở London, nối Westminster về phía bắc và Lambeth ở phía nam.
Cây cầu được sơn chủ yếu là màu xanh lá cây, cùng màu với ghế da trong Hạ viện nằm bên cạnh cung điện Westminster gần cây cầu nhất. Điều này trái ngược với cầu Lambeth, màu đỏ, cùng màu với ghế trong Hạ viện và nằm ở phía đối diện của Nhà Quốc hội.
Trong năm 2005-2007, nó đã được tân trang hoàn chỉnh, bao gồm thay thế các dải sắt và sơn lại toàn bộ cây cầu. Nó nối cung điện Westminster ở phía tây sông với County Hall và London Eye về phía đông và là điểm kết thúc trong những năm đầu của Marathon London.
Cầu tiếp theo ở hạ lưu là cầu và cầu thượng Hungerford là cầu Lambeth. Cầu Westminster được chỉ định là một công trình được liệt kê hạng II * năm 1981.

## Lịch sử
Trong hơn 600 năm, cây cầu gần cầu London nhất là tại Kingston. Một cây cầu ở Westminster đã được đề xuất vào năm 1664, nhưng bị đối nghịch bởi Tổng công ty London và các nhân viên cấp nước. Mặc dù có sự phản đối ngày càng tăng vào năm 1722, và sau khi xây dựng một cây cầu gỗ mới tại Putney năm 1729, kế hoạch này đã được quốc hội thông qua vào năm 1736. Được tài trợ bằng vốn tư nhân, xổ số và trợ cấp, cầu Westminster được xây dựng từ 1739-1750 dưới sự giám sát của Kỹ sư Thụy Sĩ Charles Labelye.
Thành phố London đã trả lời cầu Westminster bằng cách di chuyển các tòa nhà trên Cầu Luân Đôn và mở rộng nó vào những năm 1760-63. Thành phố cũng bắt đầu xây dựng cầu Blackfriars, mở cửa vào năm 1769. Các cây cầu khác từ đó bao gồm cầu Kew (1759), cầu Battersea (1773), và cầu Richmond (1777).
Cầu được yêu cầu cho các tuyến giao thông từ West End mở rộng tới South London đang phát triển cũng như đến các cảng biển phía nam. Nếu không có cầu, giao thông từ West End sẽ phải thương lượng các tuyến đường tắc nghẽn tới London Bridge chẳng hạn như Strand và New Oxford Street. Các con đường phía Nam sông cũng được cải thiện, bao gồm đường giao nhau tại Elephant & Castle ở Southwark.
Vào giữa thế kỷ 19, cây cầu đã giảm đáng kể và tốn kém để duy trì. Cầu hiện tại được thiết kế bởi Thomas Page và mở cửa vào ngày 24 tháng 5 năm 1862. Với chiều dài 820 feet (250 m) và chiều rộng là 85 foot (26 m),, nó là cây cầu bằng sắt có bảy vò cần thiết với chi tiết Gothic của Charles Barry (kiến trúc sư của Cung điện Westminster). Đây là cây cầu đường dài nhất trên sông Thames ở trung tâm Luân Đôn.
Vào ngày 22 tháng 3 năm 2017, cây cầu là nơi xảy ra sự cố tấn công khủng bố khi một người đàn ông lái xe Hyundai Tuscon đâm lên đường đi bộ tại cầu Westminster gây thương vong và thương tích cho rất nhiều người trước khi lao xe vào hàng rào Cung điện Westminster và sau đó đâm chết một cảnh sát viên tại hiện trường. Vụ việc đã dẫn đến cái chết của 5 người và hơn 40 người bị thương.